# Малинно-кровохлёбковый пилильщик
Малинно-кровохлёбковый пилильщик (лат. Arge cyanocrocea) — вид перепончатокрылых из семейства Argidae.

## Описание
Arge cyanocrocea в длину достигает около 8 миллиметров.

## Распространение
Встречается в Европе, на Кавказе, в Малой Азии и в Японии.

## Экология
Взрослые питаются нектаром и пыльцой пижмы обыкновенной (Tanacetum vulgare) и борщевика обыкновенного (Heracleum sphondylium) и меума атамантового (Meum athamanticum). Личинки питаются листьями малины обыкновенной (Rubus idaeus), ежевики (Rubus fruticosus) и кровохлёбки лекарственной (Sanguisorba officinalis).

## Галерея

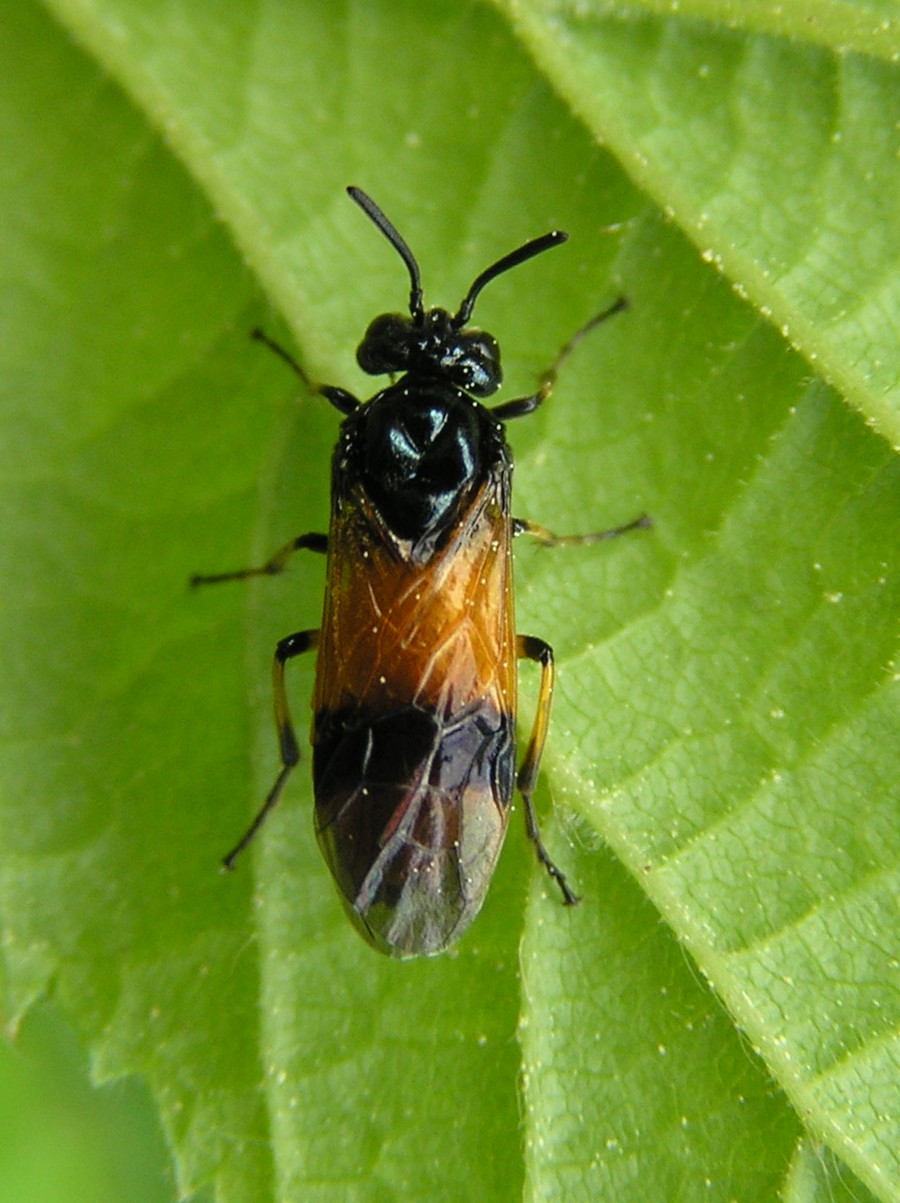